# 阿里·本·弗利斯
阿里·本·弗利斯（Ali Benflis，阿拉伯语：‎，1944年9月8日—），阿尔及利亚政治人物，前阿尔及利亚总理（2000年－2003年）。

## 生平
1968年获法律学学士学位，从1988年11月起先后担任司法部长和众议院议员等职务。
1999年在布特弗利卡参加总统竞选期间，他为布特弗利卡竞选委员会负责人。布特弗利卡1999年4月当选总统后任命他为总统府秘书长，同年12月任总统办公厅主任。
2000年至2003年任阿尔及利亚总理，2003年任民族解放阵线秘书长。

## 选举
他在2004年和2014年两次阿尔及利亚总统选举中皆被阿卜杜勒-阿齐兹·布特弗利卡所击败，分别只拿到6.4%和12.18%的选票。